# Rabdodòntids
Els rabdodòntids (Rhabdodontidae) constitueixen un grup de dinosaures ornitòpodes que visqueren al Cretaci superior. Els rabdodòntids eren similars als grans i robusts hipsilofodonts, amb cranis i mandíbules profunds. Aquesta família fou proposada per David B. Weishampel et al. l'any 2002. Els rabdodòntids eren definits com "l'ancestre comú més recent de Zalmoxes robustus i Rhabdodon priscus i tots els descendents d'aquest ancestre comú". L'any 2005, Paul Sereno va definir aquesta família com "el clade més inclusiu que conté Rhabdodon priscus però no Parasaurolophus walkeri". Els rabdodòntids inclouen el gènere tipus Rhabdodon, Zalmoxes, i possiblement Mochlodon. Tots els fòssils de rabdodòntids s'han trobat a formacions europees que daten del Cretaci superior, entre fa 84 i fa 65 milions d'anys.